# 飯島誠 (自転車選手)
飯島 誠（いいじま まこと、1971年2月12日 - ）は、東京都出身の自転車競技選手である。トラックレース・ロードレース両方で活躍した。

## 来歴
中学3年時に東京都日野市のショップ「ツルオカ」のクラブチームに加入し、自転車競技を始める。飯島の身体能力は当時から別格で、いきなりクラブの練習で和田峠などに連れて行かれても楽々と追走していたという。
その後八王子工業、中央大学を経て、スミタラバネロパールイズミに加入。2009年にはチーム・ブリヂストン・アンカーに所属。プロになってからも多摩川サイクリングロードで練習することが多く、栗村修らと「多摩川連合」なるグループを作っていた。
ロードレースとトラックレースの両方で活動し、とりわけトラックレースでは、シドニーオリンピック、アテネオリンピック、北京オリンピックに出場（いずれもポイントレース）。北京オリンピックのポイントレースで8位入賞を果たした。
東南アジアでのステージレースに強く、ジャラジャウ・マレーシアでステージ3勝、ツール・ド・イーストジャワでステージ1勝を挙げている。
2010年のジャパンカップサイクルロードレースで引退。
2012年3月11日JBCFしもふさクリテリウムでアクアタマの選手として現役復帰。2014年限りで引退。
2011年から、J SPORTSのサイクルロードレース中継で、解説者としてテレビ出演している。2021年からは、新たな方式の競輪・PIST6の解説番組にも出演している。
2016年リオデジャネイロオリンピック自転車中距離ヘッドコーチ就任。
2018年、チーム・ブリヂストン・アンカーの後継チームであるチーム ブリヂストン サイクリングの総監督に就任。

## 主な成績
1997年
ロードポイントランキング1位
1998年
ロードポイントランキング1位
1999年
全日本選手権・個人タイムトライアル(ITT)優勝
2000年
シドニーオリンピックポイントレース16位
2001年
ツール・ド・おきなわ優勝
2002年
ツール・ド・チャイナ個人総合優勝
2004年
全日本選手権・ITT優勝
アテネオリンピックポイントレース16位
トラックレース世界選手権・ポイントレース6位
UCIトラックワールドカップクラシックス・ポイントレース第3戦5位・第4戦4位
2005年
全日本選手権・ITT優勝
2006年
アジア選手権・ポイントレース優勝
全日本選手権・ポイントレース優勝
ツール・ド・イーストジャワ第1ステージ勝利
2007年
全日本選手権・ポイントレース優勝
ジャラジャウ・マレーシア第1、第5ステージ勝利
2008年
北京オリンピック・ポイントレース8位
2009年
全日本選手権・ポイントレース優勝
ジャラジャウ・マレーシア第1ステージ勝利